# Agave fusca
Agave fusca ist eine Pflanzenart aus der Gattung der Agaven (Agave) in der Unterfamilie der Agavengewächse (Agavoideae). Das Artepitheton fusca stammt aus dem Lateinischen, bedeutet ‚dunkelbraun‘ und verweist auf die Farbe der Blüten.

## Beschreibung
Agave fusca besitzt ein Rhizom von 2 bis 2,3 Zentimeter Durchmesser. Die mehreren aschgrauen, ausgespreizten, schmal lanzettlichen Laubblätter sind rinnig. Ihre Unterseite ist gekielt und leicht aufgeraut. Die Blattspreite ist 30 bis 50 Zentimeter lang und 2,2 bis 3 Zentimeter breit.
Der Blütenstandsschaft ist steif, die Brakteen stehen ziemlich weit voneinander entfernt. Die etwa 20 gedrängten einzelnen Blüten sind offenbar sitzend und stinken. Der längliche grünliche Fruchtknoten ist 12 bis 17,8 Millimeter lang und 6,6 Millimeter breit. Die 37 Millimeter langen Perigonblätter sind an der Außenseite glauk-grün. Ihre auf der Außenseite dunkelbraunen Zipfel sind ausgebreitet bis zurückgeschlagen, linealisch-lanzettlich und weisen eine Länge von 14,8 bis 16 Millimeter und eine Breite von 4 bis 5,8 Millimeter auf. Die Spitze ist feinspitzig-warzig. Die 39 bis 42 Millimeter langen Staubfäden sind spärlich drüsenhaarig. Sie sind schmutzig grünlichweiß mit wenigen dunklen Strichen. Der Griffel ist vor dem Aufreißen der Staubbeutel zurückgeschlagen und verdreht, später ist er fast gerade oder leicht gebogen und weist eine Länge von bis zu 57 Millimeter auf.
Die kopfigen Narben sind dreilappig.
Über die Früchte und Samen ist nichts bekannt.

## Systematik und Verbreitung
Agave fusca ist in Guatemala im Departamento Chimaltenango im Municipio Comalapa auf sandigen Ebenen verbreitet.
Die Erstbeschreibung als Manfreda fusca durch Pierfelice Ravenna wurde 1985 veröffentlicht. Joachim Thiede und Urs Eggli stellten die Art 1999 in die Gattung Agave.
Die Art gehört in die Untergattung Manfreda und wird dort der Manfreda-Gruppe zugeordnet.

## Nachweise